# World Championship Series StarCraft II 2014
Navigation
WCS StarCraft II 2013 WCS StarCraft II 2015
L'édition 2014 des StarCraft II World Championship Series est le circuit officiel de tournois esports pour StarCraft 2 pour l'année 2014.

## Organisation

### Amérique et Europe
Seize nouveaux joueurs participent aux qualifications pour accéder à la Challenger League. Celle-ci contient 32 joueurs qui concurrent pour une place dans la Premier League de la saison. Seize matchs sont organisés en best-of-5 (trois parties gagnantes), les gagnants accèdent à la Premier League, les perdants sont éliminés de la saison en cours,.
La Premier League est constituée des 32 meilleurs joueurs du tournoi. Les seizièmes de finale et huitièmes de finale sont organisés en groupe de quatre (huit puis quatre groupes). Les deux meilleurs joueurs de chaque groupe des seizièmes de finale sont d'office inscrits à la Premier League de la saison suivante, les deux autres sont relégués en Challenger League pour la saison suivante. Les deux meilleurs joueurs de chaque groupe des huitièmes de finale sont qualifiés pour l'arbre final du tournoi,.

### GSL (Corée)
Le format de la Global StarCraft 2 League est quelque peu différent.
Les qualifications permettent à 24 nouveaux joueurs d'accéder au Code A, l'équivalent de la Challenger League. 48 joueurs y concurrent pour une place au Code S. Les matchs sont organisés en groupes de quatre joueurs (12 groupes) et les deux premiers de chaque groupe accèdent au Code S. Les deux perdants devront se requalifier au Code A à la saison suivante. Le Code S est équivalent à la Premier League, excepté le fait que les joueurs qualifiés d'office sont les participants des quarts de finale,.

### Autres événements
Certains tournois partenaires permettent également aux joueurs de gagner des points WCS. Le montant des points gagnés diffère en fonction du total des gains, de l'ensemble des cartes jouables et du format du tournoi. Il y a certaines conditions à respecter pour devenir une compétition partenaire des WCS concernant notamment les conditions de jeu pour les compétiteurs (isolement sonore et boxes pour les tournois en public) et la qualité de la rediffusion,.

## Gains
Les 1 600 000 USD sont divisés de la manière suivante, :
- Amérique :
  - Premier League : 131 000 USD
  - Challenger League : 9 600 USD
- Europe:
  - Premier League : 131 000 USD
  - Challenger League : 9 600 USD
- GSL (Corée) :
  - Code S : 160 200 000 KRW
  - Code A : 16 800 000 KRW

## Événements
Source : 2014 WCS Partner Events sur Liquipedia.

## Finales mondiales
Navigation
2013 WCS Global Finals 2015 WCS Global Finals
Les 2014 StarCraft II World Championship Series Global Finals sont les phases finales qui clôturent les 2014 StarCraft II World Championship Series et désignent un champion du monde. Elles se sont déroulées à Anaheim, en Californie, pendant la BlizzCon 2014 les 7 et 8 novembre 2014. Les joueurs qui y ont participé sont les 16 premiers du classement WCS 2014 (voir ci-après).
Elles sont, en  anglais :
- présentées par[4] :
  - Paul « ReDeYe » Chaloner ;
  - Sue « Smix » Lee ;
  - Nick « Tasteless » Plott ;
- commentées par[4] :
  - Shaun « Apollo » Clark ;
  - Dan « Artosis » Stemkoski
  - Kevin « RotterdaM » van der Kooi ;
  - Nathan « Nathanias » Fabrikant ;
  - Sean « Day[9] » Plott (seulement à la BlizzCon) ;
  - James « Kaelaris » Carrol (seulement à la BlizzCon) ;
  - Yoan « ToD » Merlo (seulement à la BlizzCon) ;
  - Andrew « mOOnGlaDe » Pender (seulement à la BlizzCon) ;
- observées durant les parties par[4] :
  - Florence « flo » Yao (seulement aux huitièmes de finale) ;
  - Phil « Infeza » Bertino (seulement à la BlizzCon) ;
  - Alexandre « FunKa » Verrier (seulement à la BlizzCon).

La compétition est aussi retransmise en  français sur le site Jeuxvideo.com avec au micro : Mak0z, TKL, Kere, Lelfe et Kaoru,.

### Déroulement

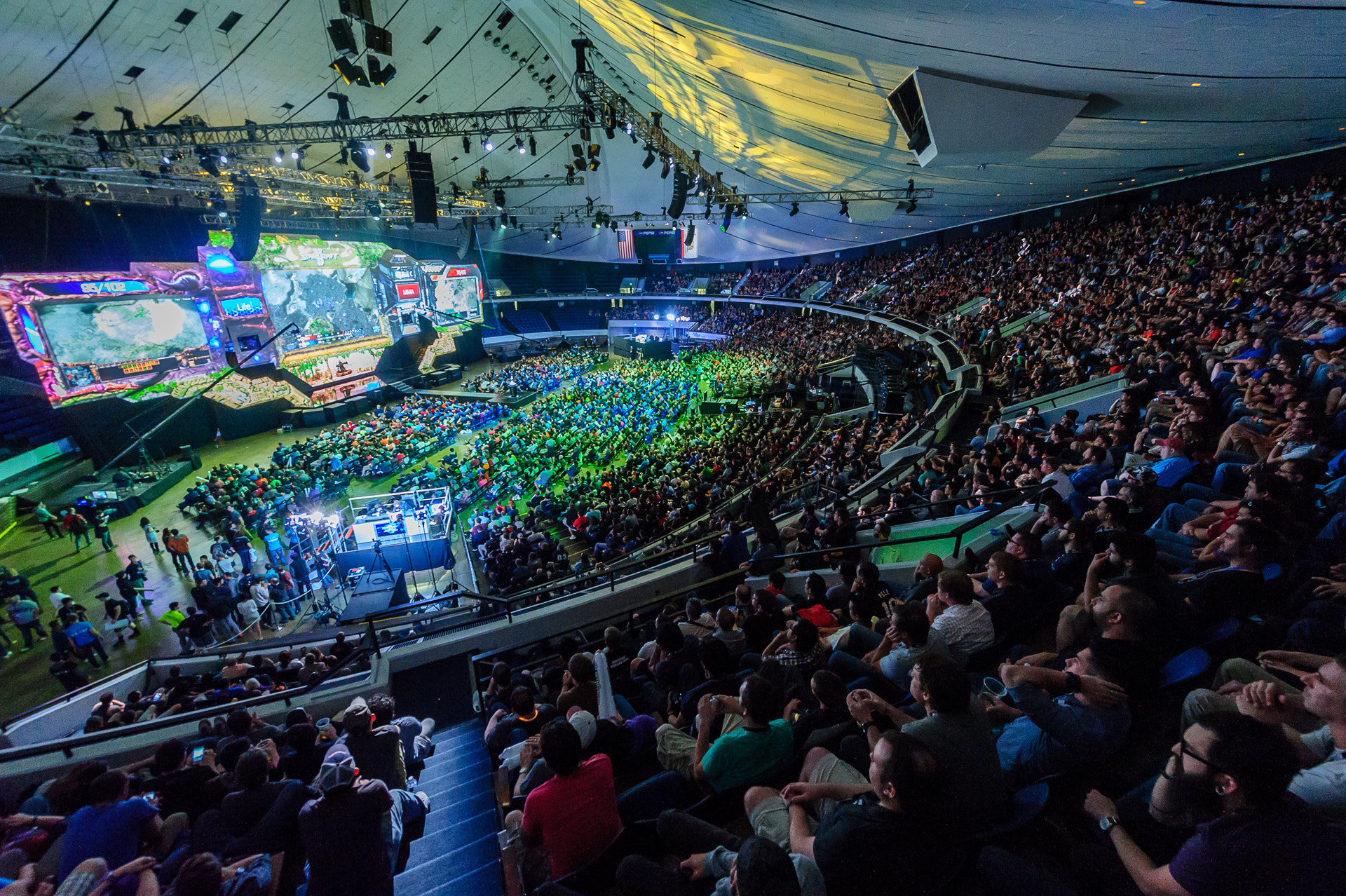
La scène de StarCraft 2 et le public pendant à la 2e journée des 2014 WCS Global Finals.

Les 2014 Global Finals ont été marquées par des matchs et des résultats inattendus avec notamment l'élimination de deux favoris dès le premier tour : Zest s'est incliné face à Life 3 à 2 et soO a perdu contre TaeJa 3 à 1. HyuN, le premier au classement WCS a également été éliminé aux huitièmes de finale, ne laissant que Life en Zerg, contre trois Protoss (herO, Classic et San) et quatre Terrans (Bomber, MMA, TaeJa et INnoVation). Lors des quarts de finale, MMA a gagné contre Bomber qui était pourtant favoris 3 à 1 ; de même pour Classic qui a réussi à vaincre herO, encore une fois favoris, en remontant son retard de 0-2 à 3-2. Life a écrasé San 3 à 0 et TaeJa, mené 0-1 par INnoVation s'est finalement imposé 3-1.
Lors des demi-finales, MMA a battu Classic sur le score de 3 à 1 et TaeJa, qui a éjecté deux favoris, s'est pourtant incliné 2-3 face à Life. Les deux finalistes sont donc Life et MMA, joueurs populaires et connu parmi les amateurs de StarCraft II en France car ce sont les deux champions du tournoi Iron Squid organisé par Pomf et Thud. Le match s'est montré à sens unique avec une large victoire de Life, le jeune joueur de seulement 17 ans, avec pourtant un palmarès déjà important : champion de la Blizzard Cup 2012, de l'Iron Squid 2, de la MLG 2013, de la DreamHack et des IEM. Il s'est imposé 4 à 1 et a remporté la somme de 100 000 dollars. MMA arrive second (il obtient 50 000 dollars), il a montré un très bon niveau de jeu qui rappelle ses moments forts en 2012 avec la victoire de l'Iron Squid 1 et de la Blizzard Cup à la fin de 2011.

### Audience
L'événement a été suivi le premier jour par en moyenne 60 000 à 80 000 spectateurs sur Twitch et YouTube, et par plus de 100 000 spectateurs le second jour, le score qui était espéré par Blizzard. 9 000 personnes ont suivi la compétition sur place à la BlizzCon. À ces 150 000 spectateurs lors de la finale s'ajoutent les chiffres des télévisions chinoises (plus de 100 000) et coréennes (inconnu). Ces bons résultats, records pour la deuxième journée, sont néanmoins inférieurs à ceux des League of Legends Championship Series, la compétition de jeux vidéo la plus regardée (onze millions de spectateurs unique pour la finales des Worlds 2014 de League of Legends).

### Personnalités notables

Présentateurs
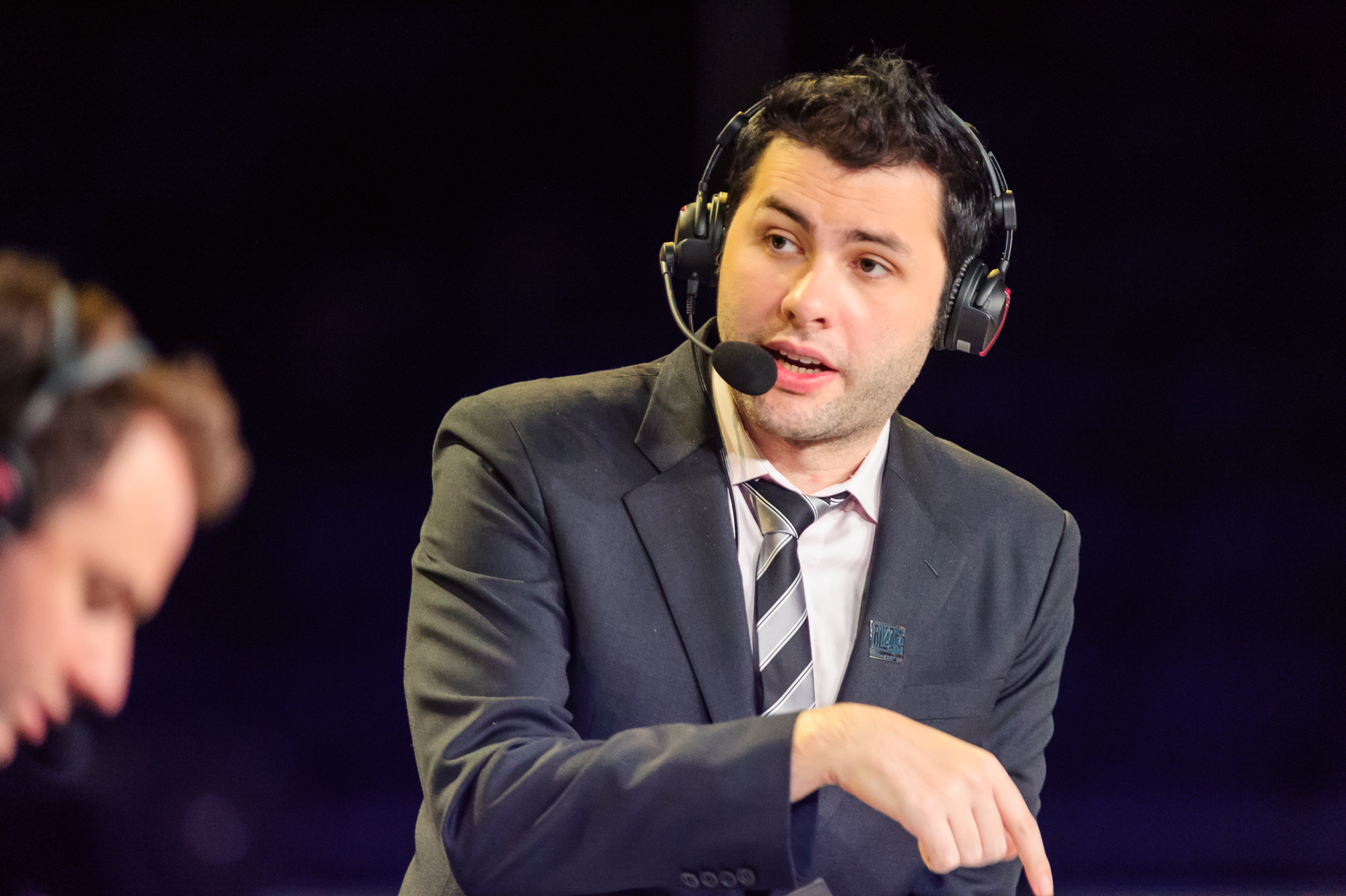
Tasteless
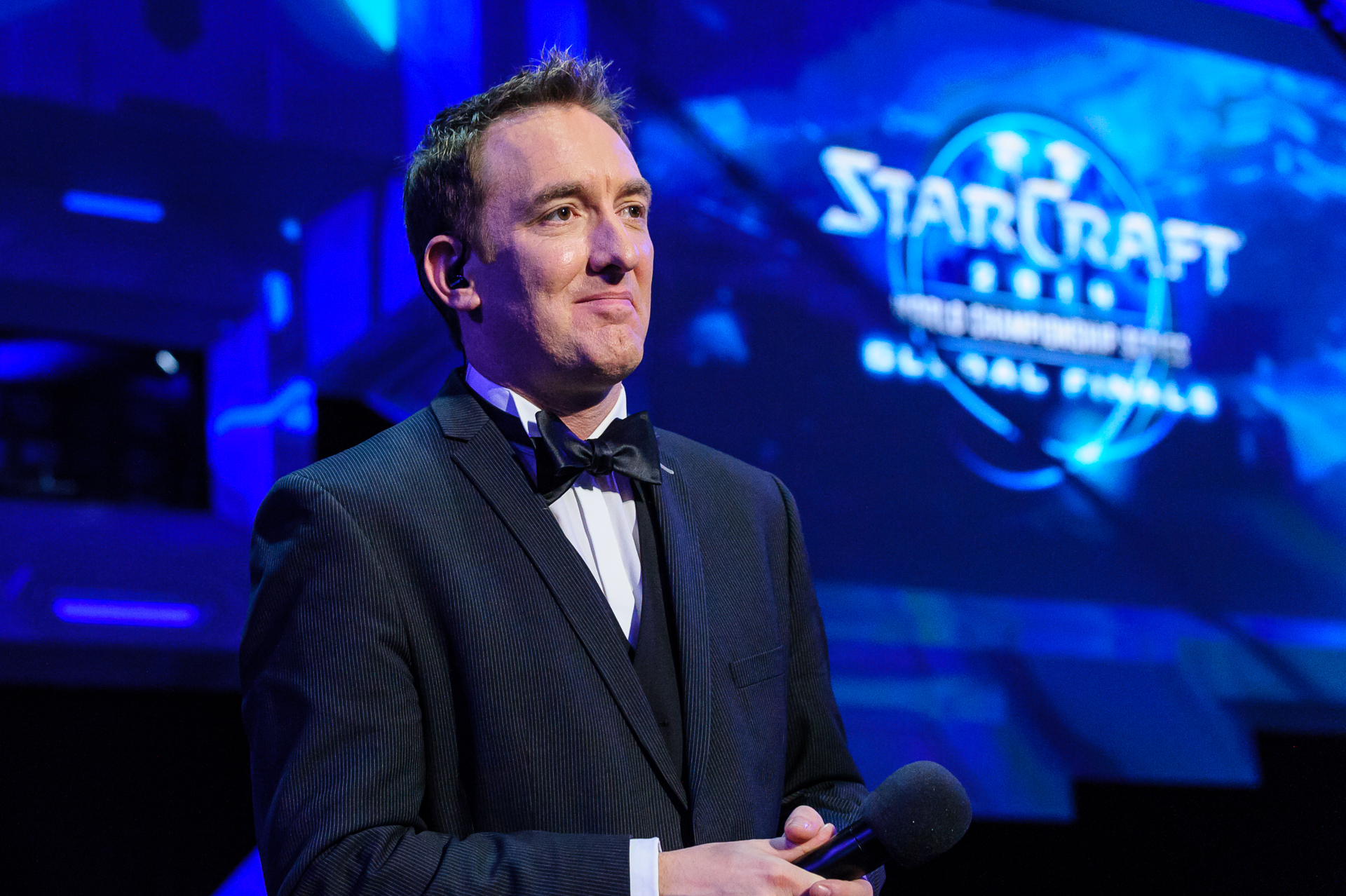
ReDeYe
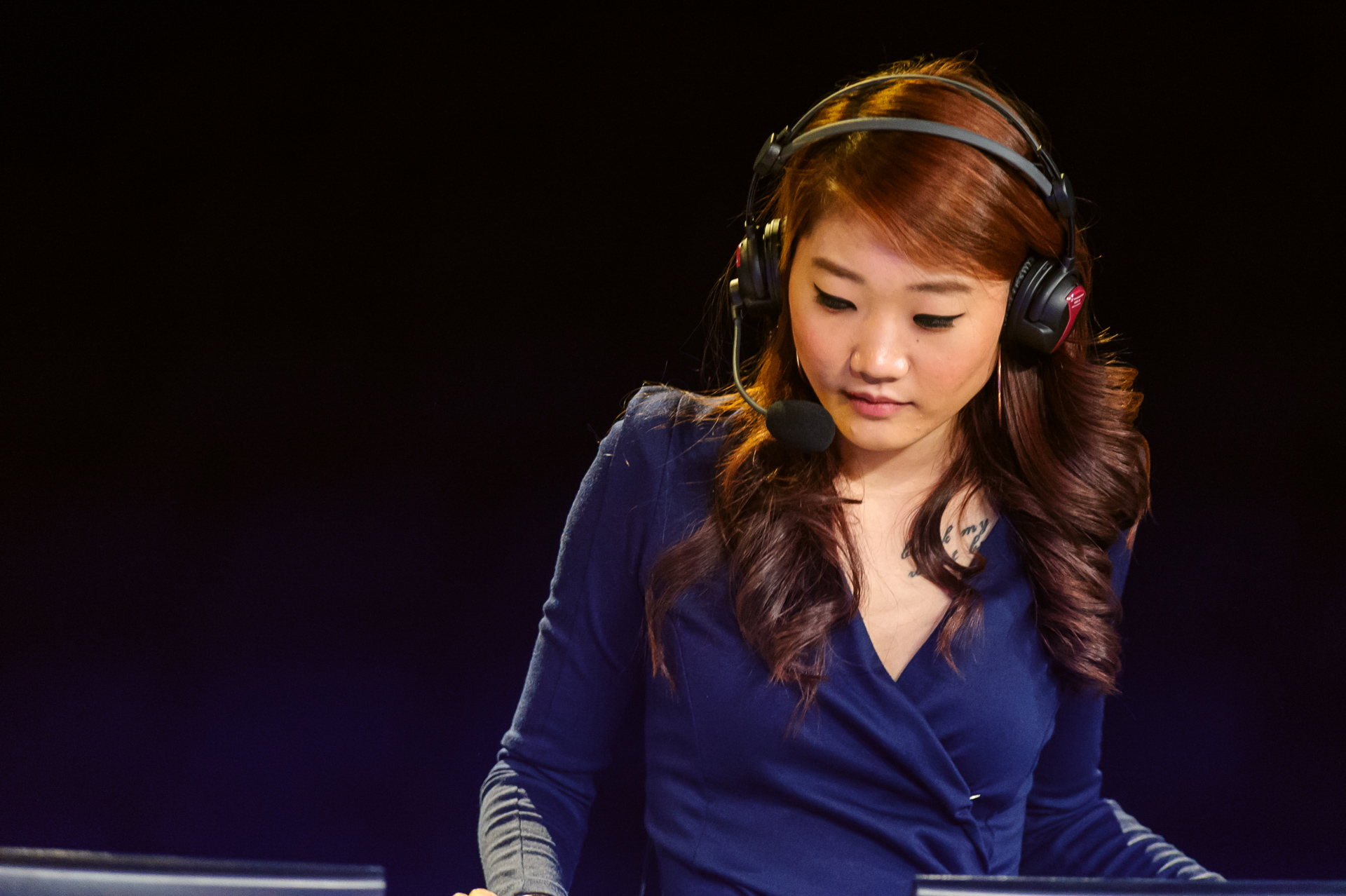
Smix

Joueurs qualifiés aux quarts de finale joués à la BlizzCon
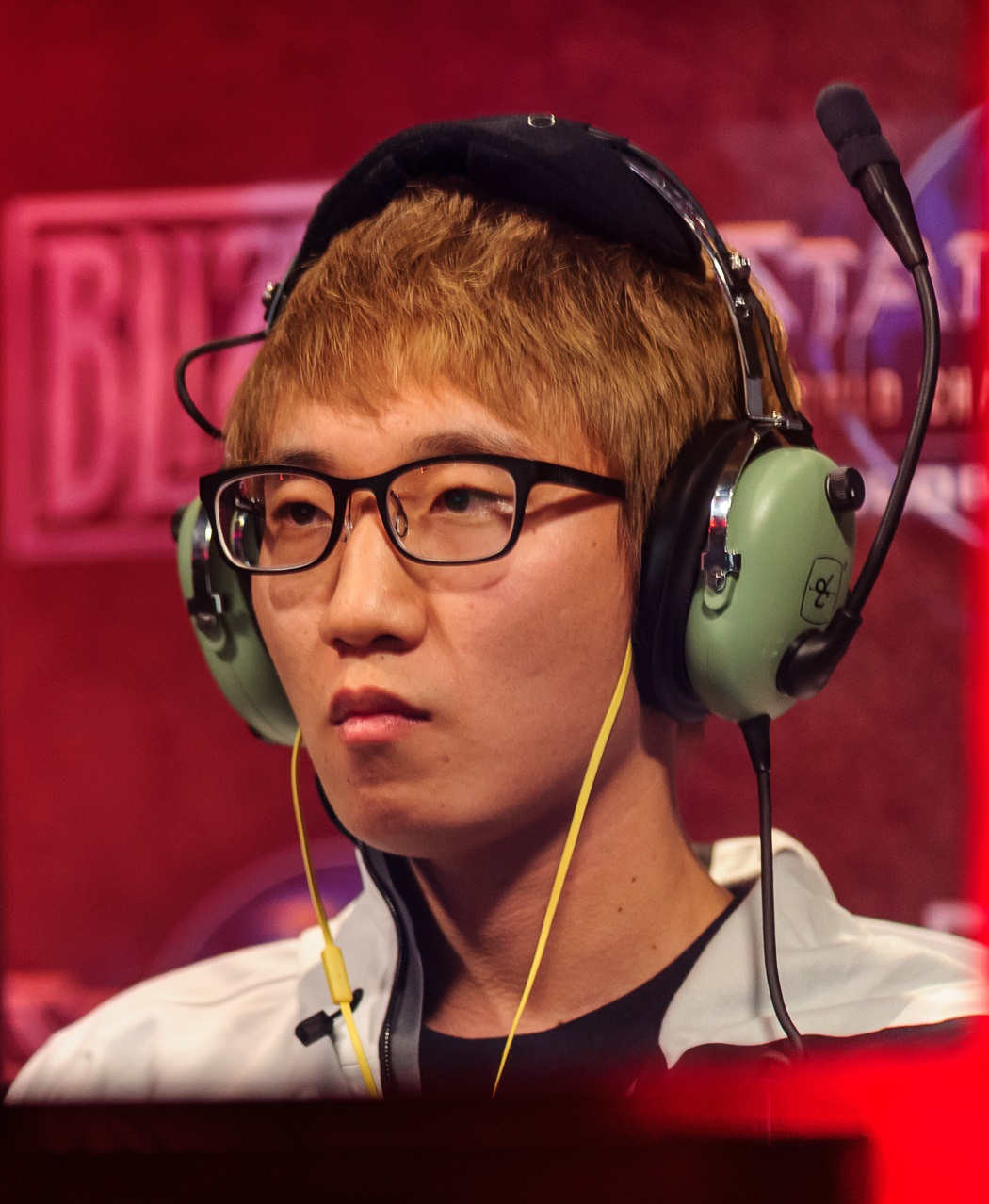
Bomber
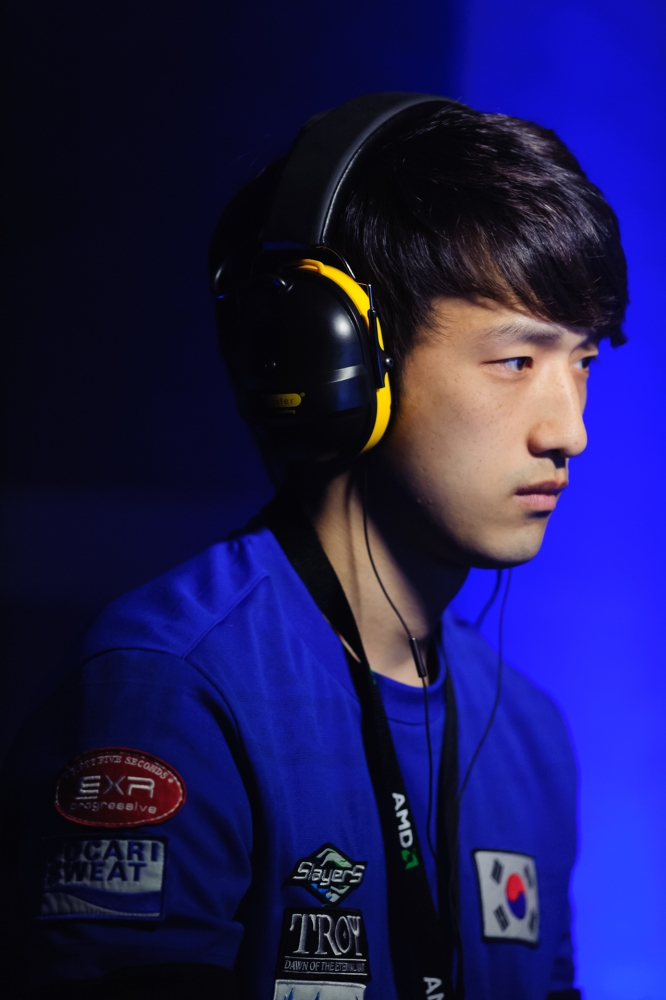
MMA
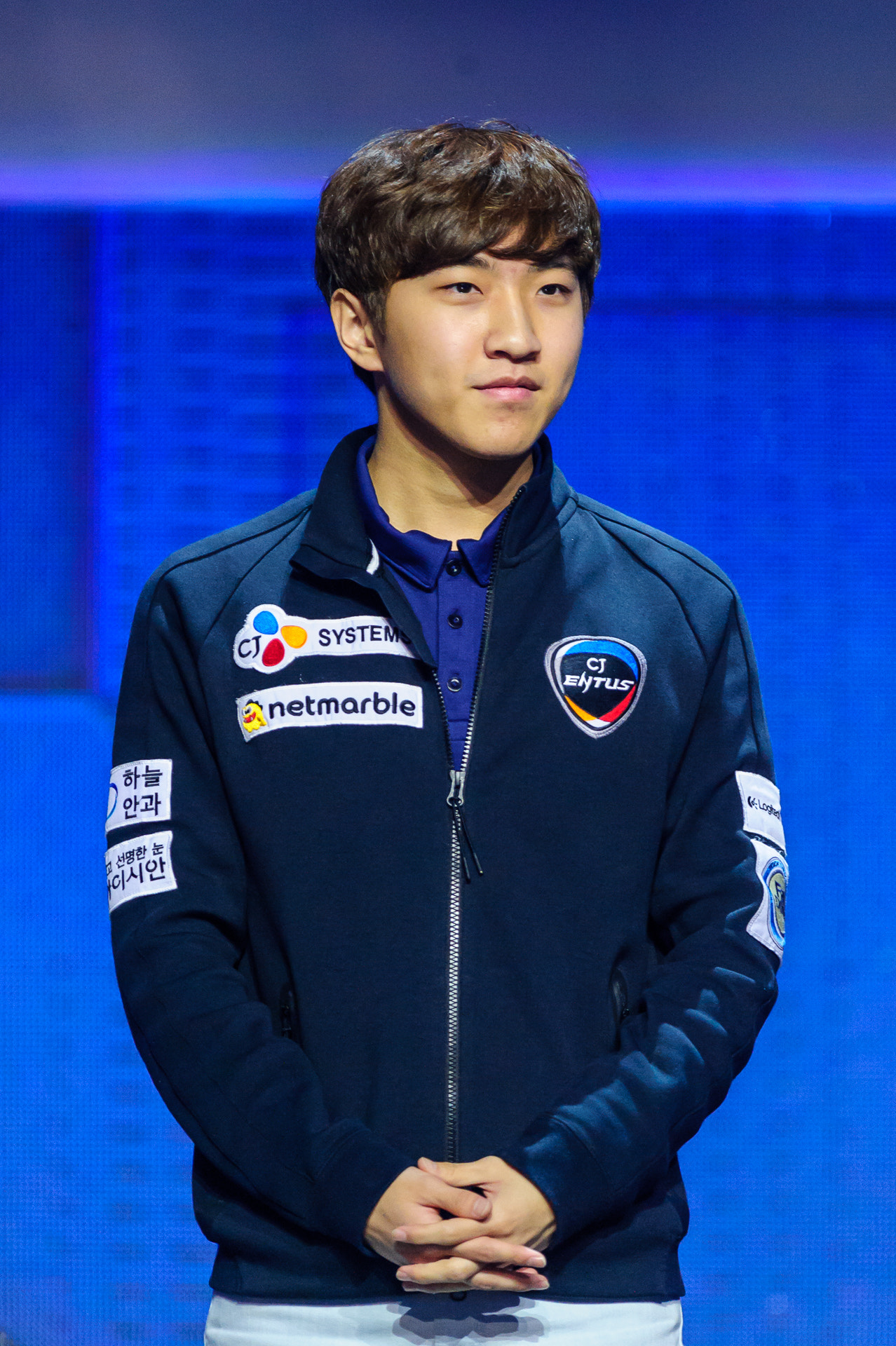
herO
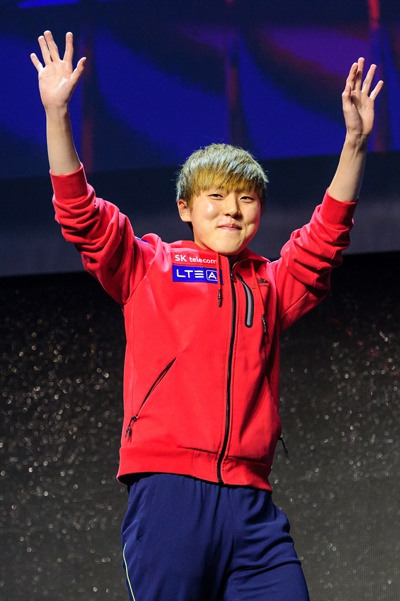
Classic
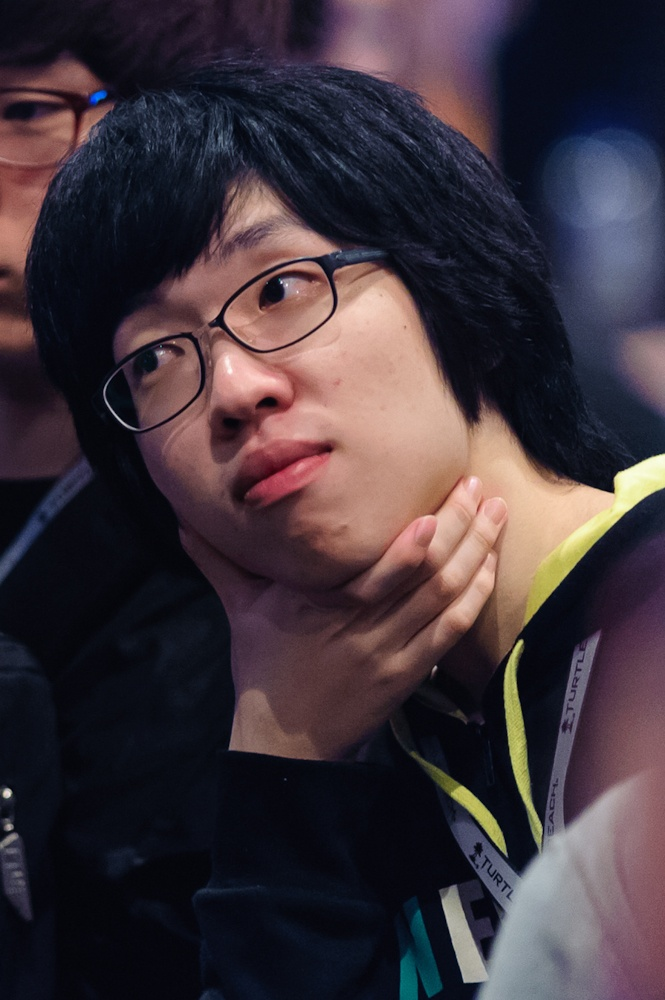
San
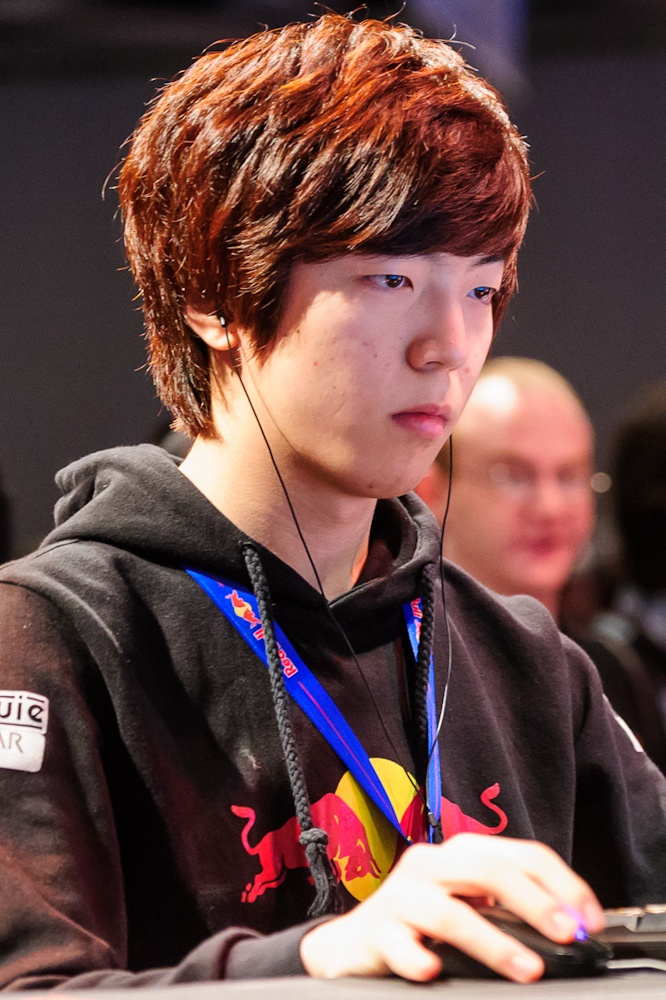
Life
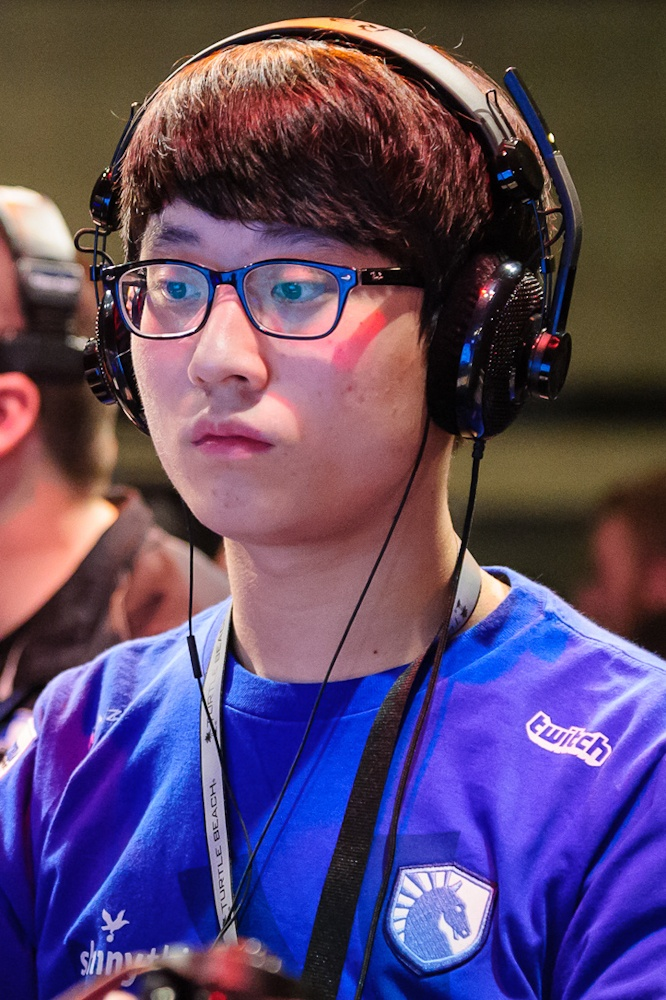
TaeJa
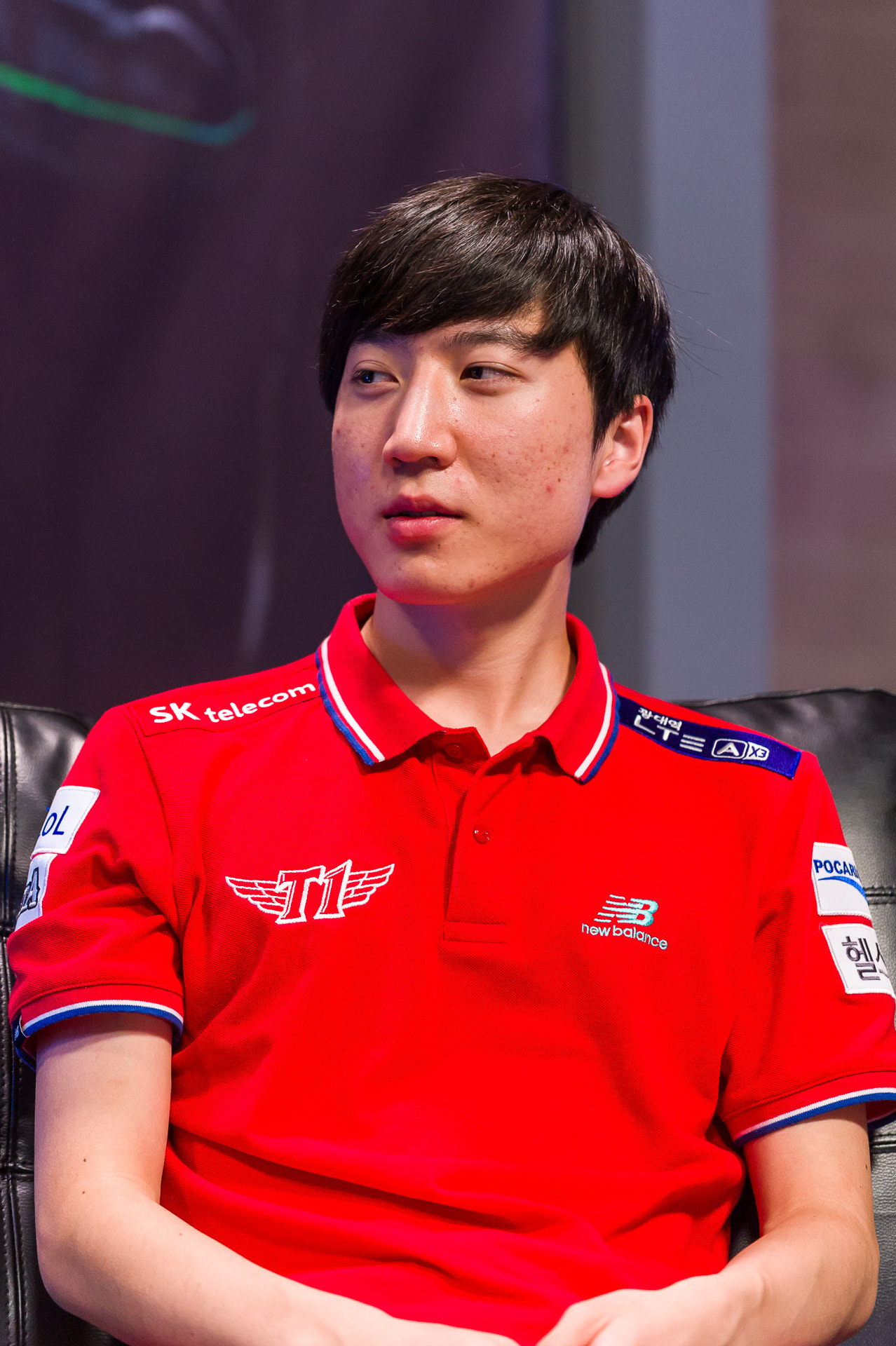
INnoVation

- Présentateurs
- : Tasteless
- : ReDeYe
- : Smix

### Format
La compétition est organisée en un arbre à élimination directe. Les matchs sont en best-of-5 (trois parties gagnantes) et la grande finale en best-of-7 (quatre parties gagnantes).
1. Les huitièmes de finale seront jouées le 1er novembre 2014 aux studios ESL à Burbank, en Californie[12].
2. Le reste du tableau sera joué à la BlizzCon, le 7 et 8 novembre 2014 à Anaheim, en Californie[13],[14].

- Lors des huitièmes de finale, le premier du classement WCS (ci-après) rencontre le seizième, le deuxième rencontre le quinzième, etc[11],[15].
- Si deux joueurs ont le même nombre de points, seuls les points gagnés lors des tournois importants (palier 1) sont pris en compte. Si les points sont toujours à égalité, les deux joueurs sont départagés à pile ou face[11].
- Si deux joueurs ont le même nombre de points pour la seizième place, ils sont départagés en un match en best-of-5[11].

Cartes jouables :
- Catallena
- Morte-Aile
- Labo Foxtrot
- Base du roi Sejong
- Nimbus
- Luxuriance
- Caroussel

### Résultats

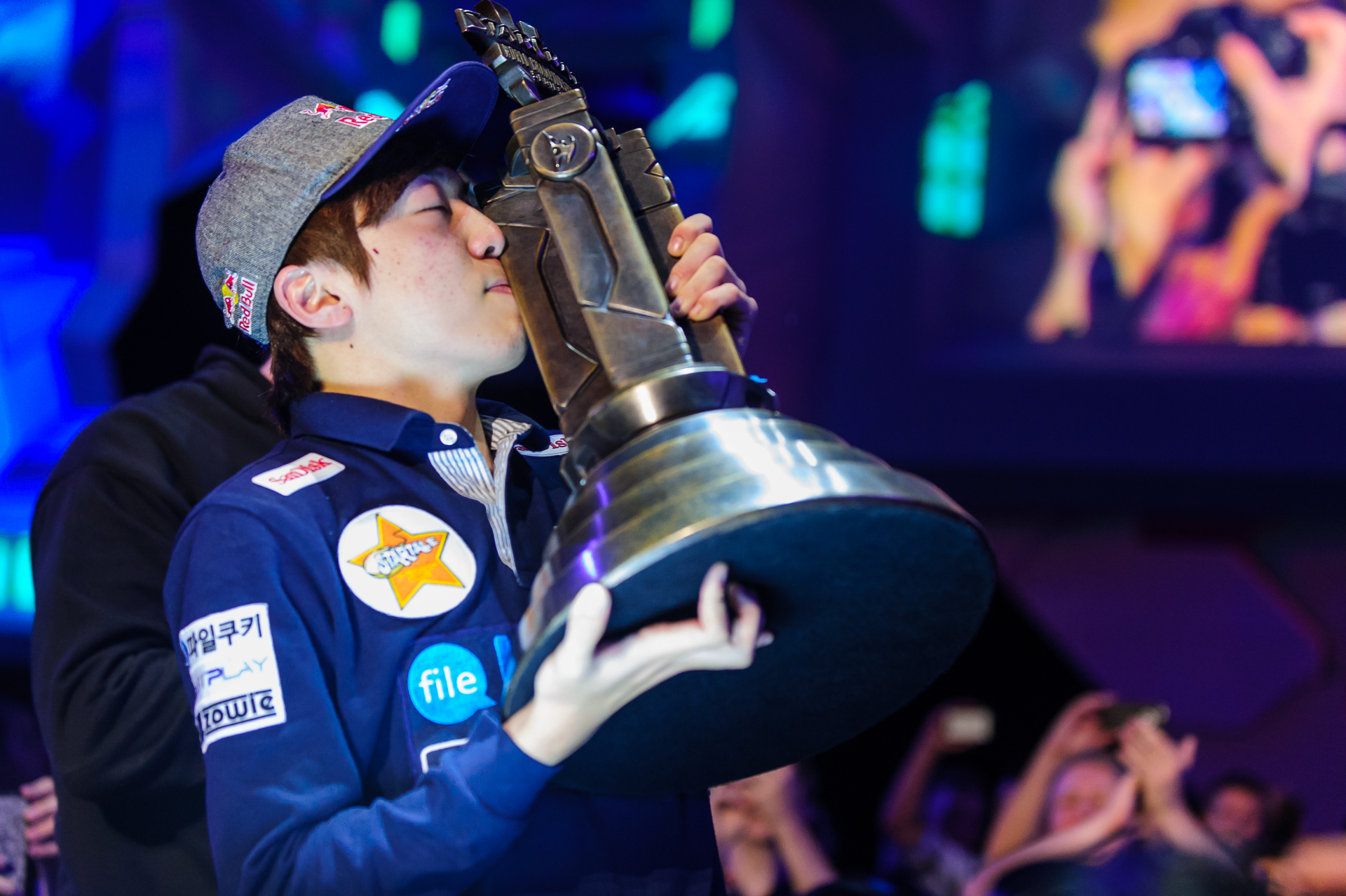
Life reçoit son trophée aux 2014 Global Finals.

| Place(s)            | Joueur                           | Récompense  | Région   | Équipe           | Points | Classement WCS |
| ------------------- | -------------------------------- | ----------- | -------- | ---------------- | ------ | -------------- |
| 1 Champion du monde | (Z) Lee « Life » Seung Hyun      | 100 000 USD | GSL      | StarTale         | 3 250  | 14             |
| 2 Finaliste         | (T) Mun « MMA » Seong Won        | 50 000 USD  | Europe   | Team Acer        | 4 775  | 9              |
| 3Demi-finaliste     | (T) Yun « TaeJa » Young Seo      | 15 000 USD  | Amérique | Team Liquid      | 5 100  | 7              |
| 3Demi-finaliste     | (P) Kim « Classic » Doh Woo      | 15 000 USD  | GSL      | SK Telecom T1    | 3 325  | 13             |
| 5 à 8               | (T) Choi « Bomber » Ji Sung      | 7 500 USD   | Amérique | Red Bull         | 6 550  | 1              |
| 5 à 8               | (P) Kang « San » Cho Won         | 7 500 USD   | Europe   | Yoe Flash Wolves | 5 375  | 6              |
| 5 à 8               | (P) Kim « herO » Joon Ho         | 7 500 USD   | GSL      | CJ Entus         | 3 475  | 11             |
| 5 à 8               | (T) Lee « INoVation » Shin Hyung | 7 500 USD   | GSL      | Sk Telecom T1    | 3 225  | 15             |
| 9 à 16              | (Z) Ko « HyuN » Seok Hyun        | 5 000 USD   | Amérique | Team ROCCAT      | 6 300  | 2              |
| 9 à 16              | (P) Joo « Zest » Sung Wook       | 5 000 USD   | GSL      | KT Rolster       | 5 800  | 3              |
| 9 à 16              | (T) Choi « Polt » Seong Hun      | 5 000 USD   | Amérique | CM Storm         | 5 625  | 4              |
| 9 à 16              | (P) Jang « MC » Min Chul         | 5 000 USD   | Europe   | -                | 5 500  | 5              |
| 9 à 16              | (P) Son « StarDust » Seok Hee    | 5 000 USD   | Europe   | mYinsanity       | 4 800  | 8              |
| 9 à 16              | (Z) Eo « soO » Yoon Su           | 5 000 USD   | GSL      | SK Telecom T1    | 3 650  | 10             |
| 9 à 16              | (T) Jung « jjakji » Ji Hoon      | 5 000 USD   | Europe   | mYinsanity       | 3 475  | 12             |
| 9 à 16              | (Z) Lee « Jaedong » Jae Dong     | 5 000 USD   | Amérique | Evil Geniuses    | 3 200  | 16             |

### Tableau final
Légende des races :  Protoss  Terran  Zerg
|  | Huitièmes de finale (Bo5)   | Huitièmes de finale (Bo5)   | Huitièmes de finale (Bo5)   | Huitièmes de finale (Bo5)   |        |        | Quarts de finale (Bo5)    | Quarts de finale (Bo5)    | Quarts de finale (Bo5)    | Quarts de finale (Bo5)    |  |  | Demi-finales (Bo5)        | Demi-finales (Bo5)        | Demi-finales (Bo5)        | Demi-finales (Bo5)        |  |  | Finale (Bo7)             | Finale (Bo7)             | Finale (Bo7)             | Finale (Bo7)             |
|  |                             |                             |                             |                             |        |        |                           |                           |                           |                           |  |  |                           |                           |                           |                           |  |  |                          |                          |                          |                          |
|  | 1er novembre 2014 à 18 h 45 | 1er novembre 2014 à 18 h 45 | 1er novembre 2014 à 18 h 45 | 1er novembre 2014 à 18 h 45 |        |        | 7 novembre 2014 à 21 h 30 | 7 novembre 2014 à 21 h 30 | 7 novembre 2014 à 21 h 30 | 7 novembre 2014 à 21 h 30 |  |  | 8 novembre 2014 à 21 h 30 | 8 novembre 2014 à 21 h 30 | 8 novembre 2014 à 21 h 30 | 8 novembre 2014 à 21 h 30 |  |  | 9 novembre 2014 à 2 h 15 | 9 novembre 2014 à 2 h 15 | 9 novembre 2014 à 2 h 15 | 9 novembre 2014 à 2 h 15 |
|  | Bomber                      | Bomber                      | 3                           | 3                           |        |        | 7 novembre 2014 à 21 h 30 | 7 novembre 2014 à 21 h 30 | 7 novembre 2014 à 21 h 30 | 7 novembre 2014 à 21 h 30 |  |  | 8 novembre 2014 à 21 h 30 | 8 novembre 2014 à 21 h 30 | 8 novembre 2014 à 21 h 30 | 8 novembre 2014 à 21 h 30 |  |  | 9 novembre 2014 à 2 h 15 | 9 novembre 2014 à 2 h 15 | 9 novembre 2014 à 2 h 15 | 9 novembre 2014 à 2 h 15 |
|  | Bomber                      | Bomber                      | 3                           | 3                           |        |        | 7 novembre 2014 à 21 h 30 | 7 novembre 2014 à 21 h 30 | 7 novembre 2014 à 21 h 30 | 7 novembre 2014 à 21 h 30 |  |  | 8 novembre 2014 à 21 h 30 | 8 novembre 2014 à 21 h 30 | 8 novembre 2014 à 21 h 30 | 8 novembre 2014 à 21 h 30 |  |  | 9 novembre 2014 à 2 h 15 | 9 novembre 2014 à 2 h 15 | 9 novembre 2014 à 2 h 15 | 9 novembre 2014 à 2 h 15 |
|  | Jaedong                     | Jaedong                     | 2                           | 2                           |        |        | 7 novembre 2014 à 21 h 30 | 7 novembre 2014 à 21 h 30 | 7 novembre 2014 à 21 h 30 | 7 novembre 2014 à 21 h 30 |  |  | 8 novembre 2014 à 21 h 30 | 8 novembre 2014 à 21 h 30 | 8 novembre 2014 à 21 h 30 | 8 novembre 2014 à 21 h 30 |  |  | 9 novembre 2014 à 2 h 15 | 9 novembre 2014 à 2 h 15 | 9 novembre 2014 à 2 h 15 | 9 novembre 2014 à 2 h 15 |
|  | Jaedong                     | Jaedong                     | 2                           | 2                           | Bomber | Bomber | 1                         | 1                         |                           |                           |  |  | 8 novembre 2014 à 21 h 30 | 8 novembre 2014 à 21 h 30 | 8 novembre 2014 à 21 h 30 | 8 novembre 2014 à 21 h 30 |  |  | 9 novembre 2014 à 2 h 15 | 9 novembre 2014 à 2 h 15 | 9 novembre 2014 à 2 h 15 | 9 novembre 2014 à 2 h 15 |
|  | 1er novembre 2014 à 20 h 20 |                             |                             |                             | Bomber | Bomber | 1                         | 1                         |                           |                           |  |  | 8 novembre 2014 à 21 h 30 | 8 novembre 2014 à 21 h 30 | 8 novembre 2014 à 21 h 30 | 8 novembre 2014 à 21 h 30 |  |  | 9 novembre 2014 à 2 h 15 | 9 novembre 2014 à 2 h 15 | 9 novembre 2014 à 2 h 15 | 9 novembre 2014 à 2 h 15 |
|  |                             |                             | MMA                         | MMA                         | 3      | 3      |                           |                           |                           |                           |  |  | 8 novembre 2014 à 21 h 30 | 8 novembre 2014 à 21 h 30 | 8 novembre 2014 à 21 h 30 | 8 novembre 2014 à 21 h 30 |  |  | 9 novembre 2014 à 2 h 15 | 9 novembre 2014 à 2 h 15 | 9 novembre 2014 à 2 h 15 | 9 novembre 2014 à 2 h 15 |
|  | StarDust                    | StarDust                    | MMA                         | MMA                         | 3      | 3      | 1                         | 1                         |                           |                           |  |  | 8 novembre 2014 à 21 h 30 | 8 novembre 2014 à 21 h 30 | 8 novembre 2014 à 21 h 30 | 8 novembre 2014 à 21 h 30 |  |  | 9 novembre 2014 à 2 h 15 | 9 novembre 2014 à 2 h 15 | 9 novembre 2014 à 2 h 15 | 9 novembre 2014 à 2 h 15 |
|  | StarDust                    | StarDust                    | 7 novembre 2014 à 23 h 45   |                             |        |        | 1                         | 1                         |                           |                           |  |  | 8 novembre 2014 à 21 h 30 | 8 novembre 2014 à 21 h 30 | 8 novembre 2014 à 21 h 30 | 8 novembre 2014 à 21 h 30 |  |  | 9 novembre 2014 à 2 h 15 | 9 novembre 2014 à 2 h 15 | 9 novembre 2014 à 2 h 15 | 9 novembre 2014 à 2 h 15 |
|  | MMA                         | MMA                         | 3                           | 3                           |        |        |                           |                           |                           |                           |  |  | 8 novembre 2014 à 21 h 30 | 8 novembre 2014 à 21 h 30 | 8 novembre 2014 à 21 h 30 | 8 novembre 2014 à 21 h 30 |  |  | 9 novembre 2014 à 2 h 15 | 9 novembre 2014 à 2 h 15 | 9 novembre 2014 à 2 h 15 | 9 novembre 2014 à 2 h 15 |
|  | MMA                         | MMA                         | 3                           | 3                           | MMA    | MMA    | 3                         | 3                         |                           |                           |  |  |                           |                           |                           |                           |  |  | 9 novembre 2014 à 2 h 15 | 9 novembre 2014 à 2 h 15 | 9 novembre 2014 à 2 h 15 | 9 novembre 2014 à 2 h 15 |
|  | 1er novembre 2014 à 21 h 50 |                             |                             |                             | MMA    | MMA    | 3                         | 3                         |                           |                           |  |  |                           |                           |                           |                           |  |  | 9 novembre 2014 à 2 h 15 | 9 novembre 2014 à 2 h 15 | 9 novembre 2014 à 2 h 15 | 9 novembre 2014 à 2 h 15 |
|  |                             |                             | Classic                     | Classic                     | 1      | 1      |                           |                           |                           |                           |  |  |                           |                           |                           |                           |  |  | 9 novembre 2014 à 2 h 15 | 9 novembre 2014 à 2 h 15 | 9 novembre 2014 à 2 h 15 | 9 novembre 2014 à 2 h 15 |
|  | MC                          | MC                          | Classic                     | Classic                     | 1      | 1      | 2                         | 2                         |                           |                           |  |  |                           |                           |                           |                           |  |  | 9 novembre 2014 à 2 h 15 | 9 novembre 2014 à 2 h 15 | 9 novembre 2014 à 2 h 15 | 9 novembre 2014 à 2 h 15 |
|  | MC                          | MC                          | 9 novembre 2014 à 0 h 30    |                             |        |        | 2                         | 2                         |                           |                           |  |  |                           |                           |                           |                           |  |  | 9 novembre 2014 à 2 h 15 | 9 novembre 2014 à 2 h 15 | 9 novembre 2014 à 2 h 15 | 9 novembre 2014 à 2 h 15 |
|  | herO                        | herO                        | 3                           | 3                           |        |        |                           |                           |                           |                           |  |  |                           |                           |                           |                           |  |  | 9 novembre 2014 à 2 h 15 | 9 novembre 2014 à 2 h 15 | 9 novembre 2014 à 2 h 15 | 9 novembre 2014 à 2 h 15 |
|  | herO                        | herO                        | 3                           | 3                           | herO   | herO   | 2                         | 2                         |                           |                           |  |  |                           |                           |                           |                           |  |  | 9 novembre 2014 à 2 h 15 | 9 novembre 2014 à 2 h 15 | 9 novembre 2014 à 2 h 15 | 9 novembre 2014 à 2 h 15 |
|  | 1er novembre 2014 à 23 h 30 |                             |                             |                             | herO   | herO   | 2                         | 2                         |                           |                           |  |  |                           |                           |                           |                           |  |  | 9 novembre 2014 à 2 h 15 | 9 novembre 2014 à 2 h 15 | 9 novembre 2014 à 2 h 15 | 9 novembre 2014 à 2 h 15 |
|  |                             |                             | Classic                     | Classic                     | 3      | 3      |                           |                           |                           |                           |  |  |                           |                           |                           |                           |  |  | 9 novembre 2014 à 2 h 15 | 9 novembre 2014 à 2 h 15 | 9 novembre 2014 à 2 h 15 | 9 novembre 2014 à 2 h 15 |
|  | Polt                        | Polt                        | Classic                     | Classic                     | 3      | 3      | 2                         | 2                         |                           |                           |  |  |                           |                           |                           |                           |  |  | 9 novembre 2014 à 2 h 15 | 9 novembre 2014 à 2 h 15 | 9 novembre 2014 à 2 h 15 | 9 novembre 2014 à 2 h 15 |
|  | Polt                        | Polt                        | 8 novembre 2014 à 2 h 05    |                             |        |        | 2                         | 2                         |                           |                           |  |  |                           |                           |                           |                           |  |  | 9 novembre 2014 à 2 h 15 | 9 novembre 2014 à 2 h 15 | 9 novembre 2014 à 2 h 15 | 9 novembre 2014 à 2 h 15 |
|  | Classic                     | Classic                     | 3                           | 3                           |        |        |                           |                           |                           |                           |  |  |                           |                           |                           |                           |  |  | 9 novembre 2014 à 2 h 15 | 9 novembre 2014 à 2 h 15 | 9 novembre 2014 à 2 h 15 | 9 novembre 2014 à 2 h 15 |
|  | Classic                     | Classic                     | 3                           | 3                           | MMA    | MMA    | 1                         | 1                         |                           |                           |  |  |                           |                           |                           |                           |  |  |                          |                          |                          |                          |
|  | 2 novembre 2014 à 1 h 35    |                             |                             |                             | MMA    | MMA    | 1                         | 1                         |                           |                           |  |  |                           |                           |                           |                           |  |  |                          |                          |                          |                          |
|  |                             |                             | Life                        | Life                        | 4      | 4      |                           |                           |                           |                           |  |  |                           |                           |                           |                           |  |  |                          |                          |                          |                          |
|  | San                         | San                         | Life                        | Life                        | 4      | 4      | 3                         | 3                         |                           |                           |  |  |                           |                           |                           |                           |  |  |                          |                          |                          |                          |
|  | San                         | San                         |                             |                             |        |        |                           | 3                         |                           |                           |  |  |                           |                           |                           |                           |  |  |                          |                          |                          |                          |
|  | jjakji                      | jjakji                      | 0                           | 0                           |        |        |                           |                           |                           |                           |  |  |                           |                           |                           |                           |  |  |                          |                          |                          |                          |
|  | jjakji                      | jjakji                      | 0                           | 0                           | San    | San    | 0                         | 0                         |                           |                           |  |  |                           |                           |                           |                           |  |  |                          |                          |                          |                          |
|  | 2 novembre 2014 à 2 h 50    |                             |                             |                             | San    | San    | 0                         | 0                         |                           |                           |  |  |                           |                           |                           |                           |  |  |                          |                          |                          |                          |
|  |                             |                             | Life                        | Life                        | 3      | 3      |                           |                           |                           |                           |  |  |                           |                           |                           |                           |  |  |                          |                          |                          |                          |
|  | Zest                        | Zest                        | Life                        | Life                        | 3      | 3      | 2                         | 2                         |                           |                           |  |  |                           |                           |                           |                           |  |  |                          |                          |                          |                          |
|  | Zest                        | Zest                        | 8 novembre 2014 à 3 h 40    |                             |        |        | 2                         | 2                         |                           |                           |  |  |                           |                           |                           |                           |  |  |                          |                          |                          |                          |
|  | Life                        | Life                        | 3                           | 3                           |        |        |                           |                           |                           |                           |  |  |                           |                           |                           |                           |  |  |                          |                          |                          |                          |
|  | Life                        | Life                        | 3                           | 3                           | Life   | Life   | 3                         | 3                         |                           |                           |  |  |                           |                           |                           |                           |  |  |                          |                          |                          |                          |
|  | 2 novembre 2014 à 4 h 30    |                             |                             |                             | Life   | Life   | 3                         | 3                         |                           |                           |  |  |                           |                           |                           |                           |  |  |                          |                          |                          |                          |
|  |                             |                             | TaeJa                       | TaeJa                       | 2      | 2      |                           |                           |                           |                           |  |  |                           |                           |                           |                           |  |  |                          |                          |                          |                          |
|  | soO                         | soO                         | TaeJa                       | TaeJa                       | 2      | 2      | 1                         | 1                         |                           |                           |  |  |                           |                           |                           |                           |  |  |                          |                          |                          |                          |
|  | soO                         | soO                         |                             |                             |        |        |                           | 1                         |                           |                           |  |  |                           |                           |                           |                           |  |  |                          |                          |                          |                          |
|  | TaeJa                       | TaeJa                       | 3                           | 3                           |        |        |                           |                           |                           |                           |  |  |                           |                           |                           |                           |  |  |                          |                          |                          |                          |
|  | TaeJa                       | TaeJa                       | 3                           | 3                           | TaeJa  | TaeJa  | 3                         | 3                         |                           |                           |  |  |                           |                           |                           |                           |  |  |                          |                          |                          |                          |
|  | 2 novembre 2014 à 6 h 00    |                             |                             |                             | TaeJa  | TaeJa  | 3                         | 3                         |                           |                           |  |  |                           |                           |                           |                           |  |  |                          |                          |                          |                          |
|  |                             |                             | INnoVation                  | INnoVation                  | 1      | 1      |                           |                           |                           |                           |  |  |                           |                           |                           |                           |  |  |                          |                          |                          |                          |
|  | HyuN                        | HyuN                        | INnoVation                  | INnoVation                  | 1      | 1      | 1                         | 1                         |                           |                           |  |  |                           |                           |                           |                           |  |  |                          |                          |                          |                          |
|  | HyuN                        | HyuN                        |                             |                             |        |        |                           | 1                         |                           |                           |  |  |                           |                           |                           |                           |  |  |                          |                          |                          |                          |
|  | INnoVation                  | INnoVation                  | 3                           | 3                           |        |        |                           |                           |                           |                           |  |  |                           |                           |                           |                           |  |  |                          |                          |                          |                          |
|  | INnoVation                  | INnoVation                  | 3                           | 3                           |        |        |                           |                           |                           |                           |  |  |                           |                           |                           |                           |  |  |                          |                          |                          |                          |
|  |                             |                             |                             |                             |        |        |                           |                           |                           |                           |  |  |                           |                           |                           |                           |  |  |                          |                          |                          |                          |

### Legacy of the Void
Des matchs d'exhibition sur la nouvelle extension annoncée StarCraft 2: Legacy of the Void sont organisés entre les joueurs qui ont été éliminés au cours des huitièmes de finale. Les matchs sont joués en deux contre deux et en mode archonte, un nouveau mode de jeu qui permet à deux joueurs de contrôler la même base,,.
|  | Matchs d’exhibition | Matchs d’exhibition | Matchs d’exhibition | Matchs d’exhibition |         |         | Match des gagnants | Match des gagnants | Match des gagnants | Match des gagnants |
|  |                     |                     |                     |                     |         |         |                    |                    |                    |                    |
|  |                     |                     |                     |                     |         |         |                    |                    |                    |                    |
|  | MC HyuN             | MC HyuN             | V                   | V                   |         |         |                    |                    |                    |                    |
|  | MC HyuN             | MC HyuN             | V                   | V                   |         |         |                    |                    |                    |                    |
|  | StarDust jjakji     | StarDust jjakji     | D                   | D                   |         |         |                    |                    |                    |                    |
|  | StarDust jjakji     | StarDust jjakji     | D                   | D                   | MC HyuN | MC HyuN | 3                  | 3                  |                    |                    |
|  |                     |                     |                     |                     | MC HyuN | MC HyuN | 3                  | 3                  |                    |                    |
|  |                     |                     | soO Polt            | soO Polt            | 0       | 0       |                    |                    |                    |                    |
|  | Zest Jaedong        | Zest Jaedong        | soO Polt            | soO Polt            | 0       | 0       | D                  | D                  |                    |                    |
|  | Zest Jaedong        | Zest Jaedong        |                     |                     |         |         |                    | D                  |                    |                    |
|  | soO Polt            | soO Polt            | V                   | V                   |         |         |                    |                    |                    |                    |
|  | soO Polt            | soO Polt            | V                   | V                   |         |         |                    |                    |                    |                    |